# توروو، بلاروس
توروو (به لاتین: Turov) یک منطقهٔ مسکونی در بلاروس است که در منطقه گومل واقع شده‌است. توروو ۳٬۱۰۰ نفر جمعیت دارد.